# يونس جيبكورير

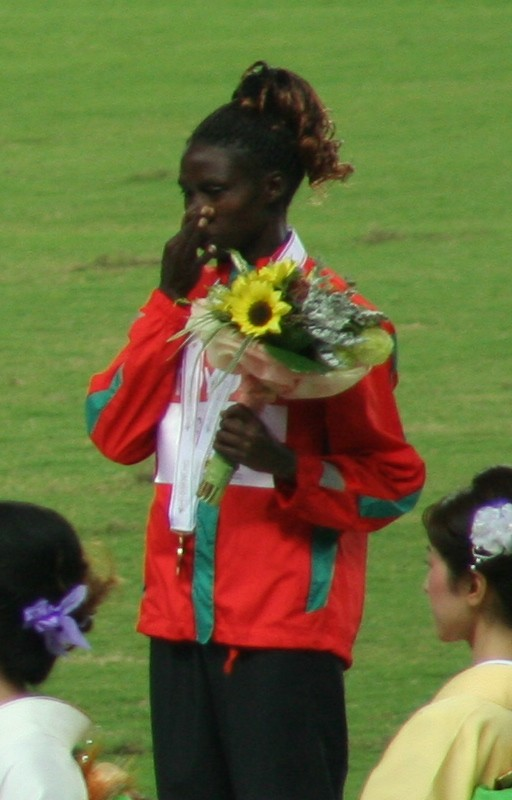
جيبكورير في بطولة العالم لألعاب القوى 2007 في اليابان

يونس جيبكورير كيرتيتش (بالإنجليزية: Eunice Jepkorir Kertich)‏ هي عدائة مسافات طويلة ومتوسطة كينية ولدت في يوم 17 فبراير 1982 في بلدة إيلداما رافين، أبرز إنجازاتها هو فوزها بالميدالية الفضية في دورة الألعاب الأولمبية الصيفية 2008 في بكين في سباق 3000 متر موانع، كما فازت بالميدالية البرونزية في بطولة العالم لألعاب القوى 2007 في أوساكا في اليابان. أفضل رقم شخصي لها في 3000 متر موانع هو 9:07.41 سجلته في سنة 2008.

## روابط خارجية
- يونس جيبكورير على موقع الاتحاد الدولي لألعاب القوى (الإنجليزية)
- يونس جيبكورير على موقع الدوري الماسي (الإنجليزية)
- يونس جيبكورير على موقع أوليمبيديا (الإنجليزية)